# Choucador à queue fine
Lamprotornis acuticaudus
Espèce
Synonymes
- Lamprocolius acuticaudus Barboza du Bocage, 1870[1]

Statut de conservation UICN

 LC  : Préoccupation mineure
Le Choucador à queue fine (Lamprotornis acuticaudus) est une espèce d'oiseaux de la famille des Sturnidae. Cet oiseau fréquente notamment le miombo.

## Systématique
L'espèce Lamprotornis acuticaudus a été décrite pour la première fois en 1870 par le zoologiste portugais José Vicente Barbosa du Bocage (1823-1907) sous le protonyme Lamprocolius acuticaudus.

## Liste des sous-espèces
Selon la classification de référence du Congrès ornithologique international (version 12.1, 2022) :
- sous-espèce Lamprotornis acuticaudus acuticaudus (Barboza du Bocage, 1869)
- sous-espèce Lamprotornis acuticaudus ecki Clancey, 1980